# Großsteingrab Zagórki
Das Großsteingrab Zagórki (auch Großsteingrab Sagerke  oder Kreuzstein genannt) ist eine megalithische Grabanlage der jungsteinzeitlichen Trichterbecherkultur bei Zagórki (deutsch Sagerke), einer Ortschaft der Gmina Kobylnica (deutsch Kublitz) in der Woiwodschaft Pommern in Polen. Es trägt die Sprockhoff-Nummer 597.

## Lage
Das Grab befindet sich südwestlich von Zagórki am Rand eines Waldstücks. 180 m nordwestlich liegt das Großsteingrab Wrząca (Großsteingrab Franzen).

## Beschreibung
Ernst Sprockhoff konnte bei seiner Aufnahme im Jahr 1934 nur noch den Rest einer kleinen, nordwest-südöstlich orientierten Grabkammer ausmachen. Es war lediglich ein großer Stein vorhanden, der an einem Ende auf einem kleineren Stein ruhte (wohl ein Deck- und ein Wandstein). Nach Sprockhoff könnte es sich um eine Blockkiste handeln. Der aktuelle Zustand der Anlage ist unklar.